# Asociación Club Deportivo Cali
L'Asociación Club Deportivo Cali, o simplement Deportivo Cali, és un club de futbol de la ciutat de Santiago de Cali, Colòmbia.

## Història
L'Asociación Club Deportivo Cali és un club esportiu del municipi de Cali, al departament del Valle del Cauca. Fundat el 23 de novembre de 1912 quan un grup de joves de la ciutat arribats d'Europa creen un club de futbol anomenat Cali Football Club. El seu uniforme era vermell i verd o vermell i blanc. És la primera institució esportiva creada a Colòmbia que perduraria fins als nostres dies després d'haver passat per dos reestructuracions des de la seva fundació per qüestions econòmiques, l'any de 1959 es constitueix com a associació i és reconeguda oficialment el 1962 el que en l'actualitat és l'Associació Esportiu Cali, avui dia té 102 anys el Deportivo Cali és més conegut com un club de futbol, però també competeix en altres disciplines com el bàsquet, el tennis, la natació, i futsal. Aquest club jugà fins a l'any 1927, quan es crea el Deportivo Cali per representar la ciutat als Jocs Olímpics Nacionals del 1928. Aquest club fou refundat el 1943. El club debutà a la lliga professional el 1948. Entre 1965 i 1980 el club visqué la seva època daurada amb 5 campionats del país de les 11 finals disputades. A finals dels 90 visqué una nova bona època amb dos títols més.
En la seva branca de futbol professional, ha obtingut els títols el 1965, 1967, 1969, 1970, 1974, 1996, 1998 i 2005, a més del títol de copa Postobon l'any 2010 i el títol de superlliga l'any 2014, convertint-lo en el cinquè club més guanyador de la Categoria Primera A colombiana amb 10 títols professionals, en la qual juga actualment. És l'equip de futbol amb la millor pedrera de jugadors de Colòmbia obtenint els títols nacionals juvenils en els anys 2009, 2012, 2014 i els títols nacionals prejuveniles en els anys 2011 i 2013, a més d'amplis reconeixements en tornejos internacionals com el torneig internacional de les Amèriques on ha obtingut 7 títols en les seves categories, que li han permès jugar al Torneig de Gradisca a Itàlia. És l'únic equip colombià amb estadi propi, sent aquest estadi (Estadi Esportiu Cali) el de major aforament d'espectadors en Colombia. A més, l'Esportiu Cali va ser el primer club colombià a disputar una final de la Copa Libertadores d'Amèrica.